# كيربي فايترز 2
كيربي فايترز 2 (بالإنجليزية: Kirby Fighters 2)‏ هي لعبة فيديو قتال 2020 لنينتندو سويتش وهي تكملة مباشرة لكيربي فايترز ديلوكس. طُورت اللعبة بواسطة هال لابوراتوري وفانبوول ونُشرت بواسطة نينتندو، وهي تتميز بشخصيات وأصول من سلسلة كيربي وتستخدم محرك لعبة سوبر كيربي كلاش. صدرت اللعبة في جميع أنحاء العالم في سبتمبر 2020، ولكن سُربت عن طريق الخطأ مسبقًا على موقع بلاي نينتندو.

## أسلوب اللعب
كيربي فايترز 2 هي لعبة قتال لما يصل إلى أربعة لاعبين من سلسلة كيربي عبر الشبكات المحلية وعبر الإنترنت. يمكن لكل لاعب اختيار القدرة بناءً على قدرات النسخ من ألعاب كيربي السابقة، وكل منها يأتي مع مجموعة نقل مختلفة. في حين أن معظم الشخصيات هي أشكال مختلفة من كيربي، فإن شخصيات إضافية مثل كينغ ديديدي وميتا نايت قابلة للعب أيضًا.

## التطوير والإصدار
طُورت كيربي فايترز 2 بواسطة هال لابوراتوري وفانبوول، ونُشرت بواسطة نينتندو باستخدام محرك لعبة سوبر كيربي كلاش. صدرت اللعبة في جميع أنحاء العالم في 23 سبتمبر 2020 على نينتندو إي شوب، بعد ست سنوات من العنوان السابق، كيربي فايترز ديلوكس. بعد فترة وجيزة، تلقت اللعبة عرضًا تجريبيًا مجانيًا. على الرغم من إصدار اللعبة في سبتمبر، عُرضت اللعبة عن طريق الخطأ على موقع بلاي نينتندو على الويب كعنوان قابل للتنزيل قبل الإصدار.
أنشأ مطور الألعاب تاداشي كاواي منشور مدونة يصف عملية تطوير لعبة كيربي فايترز 2. وكتب كيف "تطور وضع اللاعب الفردي من فكرة أن" هذه لعبة متعددة اللاعبين، لكنني أريد تطوير وضع يكون ممتعًا، حتى عند اللعب بمفردك. "كما وصف تطور اللعبة أثناء جائحة كوفيد-19 في اليابان، وكتب كيف" نظرًا للعمل عن بُعد، طُورت في بيئة لا يمكننا فيها الالتقاء أو التحدث بشكل شخصي، ولكن نظرًا لأن اللعبة طُورت بواسطة نفس الفريق لمباراتين متتاليتين، لم تكن هناك مشاكل في الاتصال وتمكنا من تطوير اللعبة دون مشاكل كبيرة. "

## التقييم
| التقييم |            |
| --- | ---------- |
| مجموع النقاط المجموع نقاط ميتاكريتيك 65/100 نتائج المراجعة نشرة نقاط غيم سبوت 6/10 نينتندو لايف نينتندو ورلد ريبورت 6.5/10 شاك نيوز 5/10 هاردكور غيمر 4/5 |            |
| مجموع النقاط |            |
| المجموع | نقاط       |
| ميتاكريتيك | 65/100     |
| نتائج المراجعة |            |
| نشرة | نقاط       |
| غيم سبوت | 6/10       |
| نينتندو لايف | 8/10 stars |
| نينتندو ورلد ريبورت | 6.5/10     |
| شاك نيوز | 5/10       |
| هاردكور غيمر | 4/5        |

قوبلت اللعبة بمراجعات «مختلطة أو متوسطة»، وفقًا لمجمع المراجعة ميتاكريتيك.